# GJ 3470
GJ 3470は、かに座の方向に太陽系から約96光年の距離に位置する恒星である。比較的若い赤色矮星で、紫外線やX線を強く放射している。GJ 3470の周りには、少なくとも1つの太陽系外惑星が発見されている。

## 特徴
GJ 3470は、パロマー天文台のルイテンによる掃天観測（Luyten-Palomar Survey）から、ルイテンの固有運動が大きい恒星の一覧に収録されたことで、初めて特定された恒星である。
エッゲンは、GJ 3470の固有運動をみて、ヒアデス運動星団の一員として挙げていたが、当時はわかっていなかった視線速度が測定されると、ヒアデス運動星団とは空間運動の傾向が異なっており、運動星団の一員ではないとみなされている。
| 太陽 | GJ 3470   |
| ---- | --------- |
| 太陽 | Exoplanet |

GJ 3470は、スペクトル型がM2.0 Vに分類される赤色矮星で、質量、半径は太陽の半分程度である。年齢は6億年以上で、古くても30億年以下とみられ、金属量は、水素を基準とした鉄の存在量にして太陽の約2.6倍と、やや金属過剰な恒星である。GJ 3470は、紫外線の輝線や、X線も放射しており、また、紫外線ではフレアも繰り返し検出されている活動的な恒星である。フレアは、彩層とコロナをつなぐ遷移層のうち、中間的な温度の領域から放射されるエネルギーが高くなっている。

## 惑星系
GJ 3470の周りには、少なくとも1つの惑星が存在することが明らかになっている。確定している惑星GJ 3470 bは、「ホット・ウラヌス」と呼ばれるような惑星で、質量は天王星よりやや小さく、半径は天王星と同程度、しかし公転周期はおよそ3.3日で、母星に非常に近い。

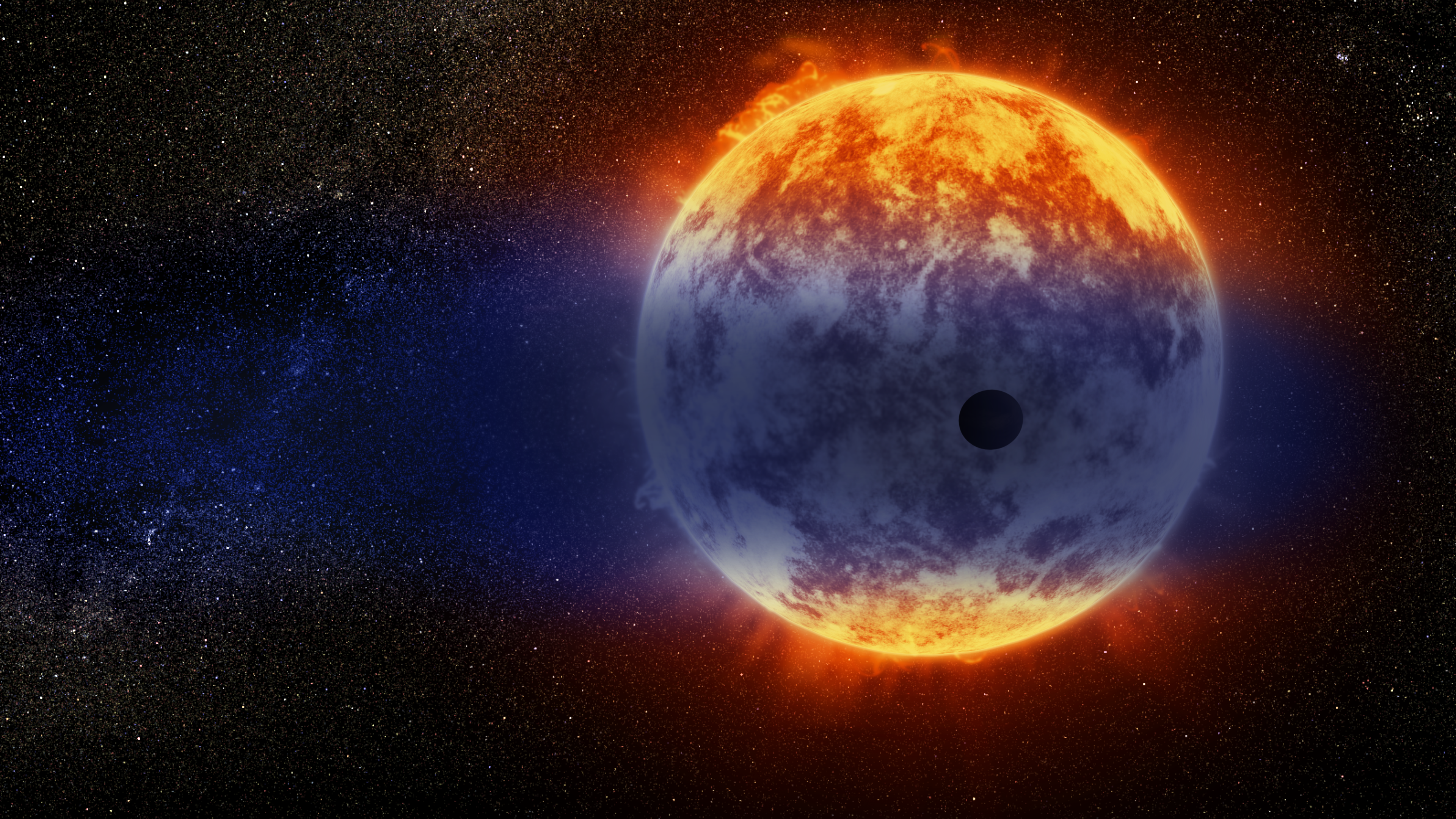
太陽系外惑星GJ 3470 bから流出する大気の想像図。出典: NASA, ESA, & D. Player (STScI)

GJ 3470 bは、ハッブル宇宙望遠鏡による、母星の手前を通過中のライマンαの観測から、中性水素を主成分とする外層大気が大きく広がり、惑星の運動方向に伸びていることがわかった。母星からのX線や紫外線といった高エネルギーの放射に曝されており、木星型惑星ほど質量が大きくないため、大気を束縛する重力が弱く、かなりの早さで大気が惑星外へと流出しており、失われる質量は1秒あたり1900億グラムにも上るとみられる。流出した大気は、惑星のロッシュ・ローブを超えて広がっており、遠紫外線でみるとロッシュ・ローブ半径の1.3倍に達する。
2020年、アマチュア天文家を中心とした、国際的な居住可能な系外惑星の捜索計画（Habitable Exoplanet Hunting Project）が、GJ 3470においてGJ 3470 bとは異なる天体の通過によるものとみられる減光の検出を報告した。もしこれが、確定した惑星GJ 3470 cとなれば、アマチュアの観測データを基に、アマチュアが発見した初めての太陽系外惑星となる。観測結果から予想されるGJ 3470 cの特徴は、半径が地球の9倍くらいある土星大の惑星で、66日周期で母星の周りを公転している、というものである。
| 名称 （恒星に近い順） | 質量             | 軌道長半径 （天文単位）  | 公転周期 (日)               | 軌道離心率         | 軌道傾斜角     | 半径           |
| --------------------- | ---------------- | ------------------------ | --------------------------- | ------------------ | -------------- | -------------- |
| b (Phailinsiam)       | 0.036 ± 0.002 MJ | 0.03557+0.00096 −0.00100 | 3.336649+0.000084 −0.000081 | 0.114+0.052 −0.051 | 88.3+0.5 −0.4° | 0.36 ± 0.01 RJ |
| c (未確認)            | —                | 0.25                     | 66                          | —                  | —              | 9.2 R⊕         |

## 名称
2022年、ジェイムズ・ウェッブ宇宙望遠鏡の優先観測目標候補となっている太陽系外惑星のうち、20の惑星とその親星を公募により命名する「太陽系外惑星命名キャンペーン2022（NameExoWorlds 2022）」において、GJ 3470とGJ 3470 bは命名対象の惑星系の1つとなった。このキャンペーンは、国際天文学連合（IAU）が「持続可能な発展のための国際基礎科学年（IYBSSD2022）」の参加機関の一つであることから企画されたものである。2023年6月、IAUから最終結果が公表され、GJ 3470はKaewkosin、GJ 3470 bはPhailinsiamと命名された。Kaewkosinは、タイ語でヒンドゥー教の神インドラの宝石を表す言葉で、古代、星が宝石と信じられていたことを暗示する。Phailinsiamは、タイ語で「シャムのサファイア」（シャム猫の青い眼）を指す言葉で、青空を連想させる惑星大気でのレイリー散乱の検出を暗示する。